# Sant Joan de Clarà
Sant Joan de Clarà és un monument del municipi de Torredembarra (Tarragonès) inclòs en l'Inventari del Patrimoni Arquitectònic de Catalunya. L'església de Clarà és d'una sola nau amb capçalera plana i una capella quadrangular al costat de l'Evangeli. La coberta és de fusta a doble vessant, damunt d'arcs perpanys apuntats de pedra als tres espais de la nau. A la capçalera hi ha una volta de canó apuntada, tota ella de carreus. La porta principal es troba als peus i porta data de 1842.

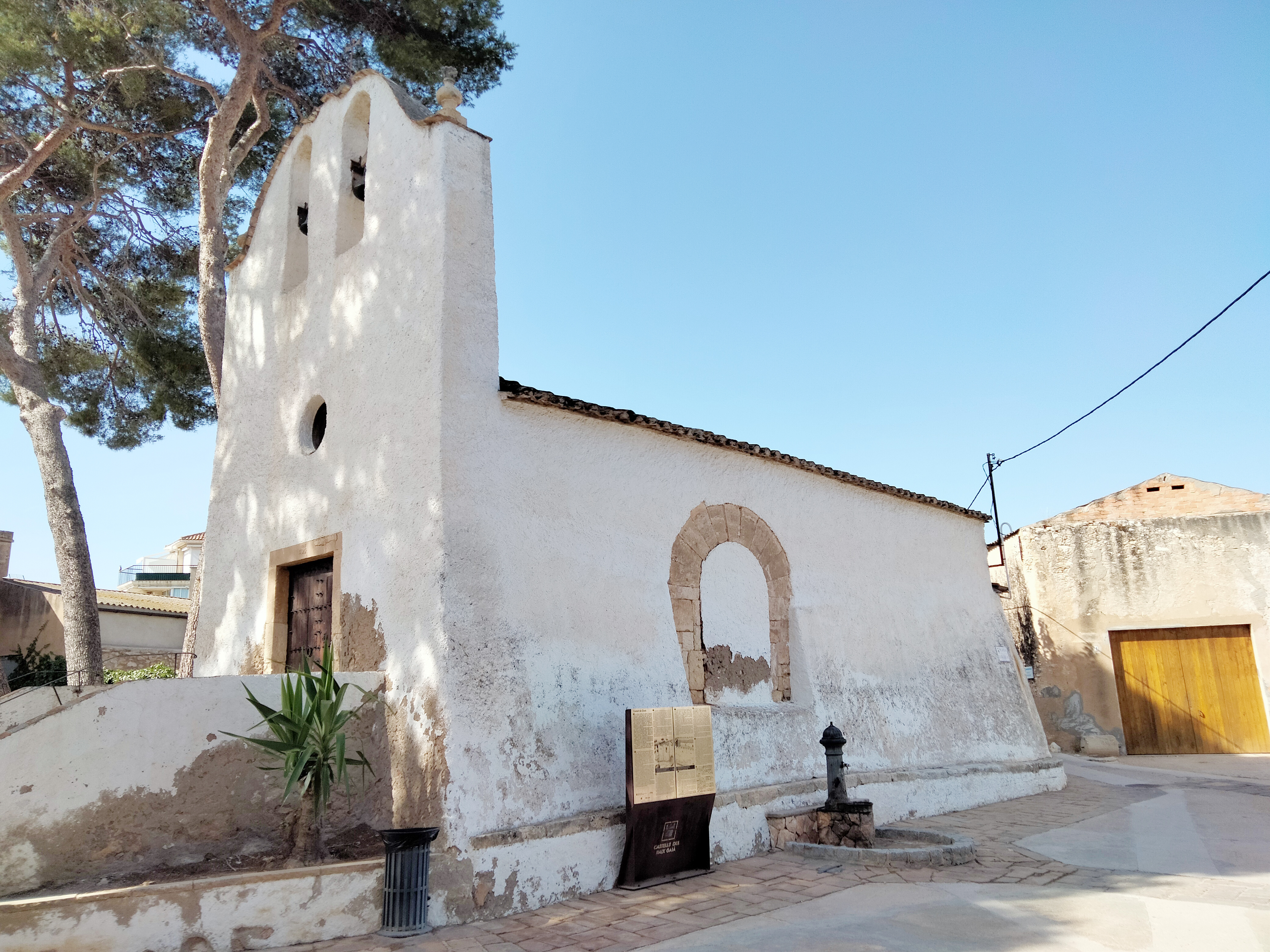
Vista lateral, amb el portal tapiat al mur sud

Al sud hi ha una porta tapiada sense decoració amb arc de mig punt que és l'original. És una obra d'estil gòtic popular, que s'observa més a l'interior que a la façana, on es troba la major part de restauració del segle xix.
Clarà fou un lloc concedit pels Comtes de Barcelona al segle xi, amb la condició d'alçar un castell. Castell d'aquesta època no se n'ha conservat cap, encara que es poden observar construccions del segle xiv i XVII.
A més del patró sant Joan Baptista també s'hi venera sant Sebastià, tots dos amb Goigs dedicats.